# Rahat Fateh Ali Khan
Rahat Nusrat Fateh Ali Khan (Urdu: راحت نصرت فتح علی خان, nacido 1974 en Faisalabad, Pakistán) es un cantante pakistaní y sobrino de Nusrat Fateh Ali Khan. Ha tenido éxito como un "cantante de playback" en el cine hindi y es lo más conocido por su música del estilo Qawwali.

## Discografía

### Sencillos
| Núm. | Canción       |
| ---- | ------------- |
| 1    | Dharti Dharti |
| 2    | Hum Pakistan  |
| 3    | Aman Ki Asha  |

### Álbumes
| Año  | Álbum                                                            |
| ---- | ---------------------------------------------------------------- |
| -    | Tasveer - Vol. 11                                                |
| -    | Bulbul Ko Phool                                                  |
| -    | Jinan De Mahi Door Vasde                                         |
| -    | Maa Aur Dhee - Vol.13                                            |
| -    | Taar Meri Berhi - Vol.5                                          |
| -    | Aankh Se Aankh Milao - Vol.9                                     |
| -    | Kabbe Wali Gali Vich Yaar Da Mukaan - Vol.7                      |
| -    | Pilade Saqia - Vol.2                                             |
| -    | Ali Maula Ali - Vol.3                                            |
| -    | Sufiana Qalaam - Vol. 14                                         |
| -    | Raba Mera Yaar Morh De - Vol.10                                  |
| -    | Meri Tauba Karo Qabool - Vol.15                                  |
| -    | Saher Qareeb Hai - Vol.17                                        |
| -    | Sher-e-Khuda - Vol.22                                            |
| -    | Jashan-e-Eid Milad Al Nabi - Vol.21                              |
| -    | Best of Khan - Vol.12                                            |
| -    | Best of Khan (Part 2) - Vol.6                                    |
| -    | Pardesia 2 - Vol.20                                              |
| -    | Mighty King - Vol.23                                             |
| -    | Cry For You - Vol. 1                                             |
| -    | Voices From Above - Vol. 4                                       |
| -    | Maine Bottle Se Karni Hai Shadi - Vol.8                          |
| -    | Maah Jaanda Hoyaa - Vol.4                                        |
| -    | Aakhan Hijr Tere Ne Laaliyaan - Vol. 5                           |
| -    | Ishq Ankhiyon Cho Nindraan - Vol. 9                              |
| -    | Shahsawar-e-Karbala - Vol. 6                                     |
| -    | Best Hits Rahat Fateh Ali Khan                                   |
| -    | Janasheen - Vol. 1                                               |
| -    | Janasheen - Vol. 2                                               |
| -    | Janasheen - Vol. 3                                               |
| -    | Janasheen - Vol. 4                                               |
| -    | Janasheen - Vol. 5                                               |
| -    | Rut Sawan Ki                                                     |
| -    | Sanu Rog Laun Waleya                                             |
| 2001 | Rahat                                                            |
| -    | Aankh Se Ankh Milao                                              |
| -    | Pardesiya                                                        |
| 2007 | Charkha                                                          |
| 2009 | Remembering Nusrat: Ustad Nusrat Fateh Ali Khan Memorial Concert |
| 2009 | Nazrana-e-Aqeedat                                                |
| 2009 | Koi Umeed                                                        |
| 2010 | Remembering Alama Iqbal                                          |
| 2010 | Remembering Mirza Ghalib                                         |
| 2011 | Kinna Sohna                                                      |
| 2011 | RFAK Sessions                                                    |

### Selecciones
| Año  | Álbum                                                                    |
| ---- | ------------------------------------------------------------------------ |
| 2010 | Rahat - The Very Best of Rahat Fateh Ali Khan (Sony, India)              |
| 2010 | Forever... Rahat Fateh Ali Khan (T-Series, India)                        |
| 2010 | Bhanwar - Rahat Fateh Ali Khan & Others (T-Series, India)                |
| 2010 | Rahat Fateh Ali Khan - The Best of Bollywood & More (Times Music, India) |

### Bandas sonoras de los dramas pakistaníes
| Título                       | Canción                        |
| ---------------------------- | ------------------------------ |
| Thori Si Wafaa Chahiye       | Thori Si Wafaa Chahiye         |
| Khuda Zameen Se Gaya Nahin   | Khuda Zameen Se Gaya Nahin     |
| Meri Zaat Zara-e-Benishan    | Meri Zaat                      |
| Bharday Jholy                | Bharday Jholy                  |
| Anokha Bandan                | Bewafa                         |
| Kaisa Yeh Junoon             | Kaisa Yeh Junoon               |
| Jhumka Jaan                  | Zindagi Ishq Hai               |
| Chuban                       | Ishq Bhi Hai Chuban            |
| Noor Bano                    | Baat Kar Le                    |
| Talluq                       | Tumse Hai Talluk               |
| Chein Aye Na                 | Chein Aye Na                   |
| Ishq Junoon Deewangi         | Ishq Junoon Deewangi           |
| Ijazat                       | Ijazat                         |
| Bahu Rani                    | Mann Bawra Lage Na Kaheen      |
| Omer Dadi Aur Gharwale       | Main Sitara Subh-e-Umeed Ka    |
| Ankh Salamat Andhey log      | Koi Diya                       |
| Wilco                        | Dharti                         |
| Phir Kab Milo Gay            | Phir Kab Milo Gay              |
| Zindagi Dhoop Tum Ghana Saya | Zindagi Dhoop                  |
| Zard Patay Sa Yeh Dil        | Dil Mera Chotti Si Kuttiyya    |
| Bus Ik Tera Intizar          | Bus Ik Tera Intizar            |
| Kaisi Yeh Agan               | Kaisi Yeh Agan                 |
| Ik yaad Hai                  | Ik yaad Hai k                  |
| Marey Charagar               | Marey Charagar                 |
| Kuch pyar ka pagal pan       | Kuch pyar ka pagal pan bhi tha |
| Jal pari                     | chand mah                      |

### Bandas sonoras de Lollywood
| Año  | Película               | Canción'                                           | Notas                            |
| ---- | ---------------------- | -------------------------------------------------- | -------------------------------- |
| 1997 | Mard Jeenay Nahi Detay | Kisi Roz Milo Hamein Shaam Dhaley                  |                                  |
| 1998 | Harjaai                | Tere Yaad Verdaya Paindey Hain                     |                                  |
| 1999 | Pal Do Pal             | Pal Do Pal Hain Pyar Ke                            | Música por Nusrat Fateh Ali Khan |
| 2010 | Virsa                  | Mein Tenu Samjhawan                                |                                  |
| 2011 | Khamosh Raho           | Tere Honton Ko Salaam Ishq Mein Jeena Khamosh Raho |                                  |
| 2011 | Love Mein Gum          | Rabba Mera                                         |                                  |
| 2011 | Bhai Log               | Gunahgaar Hain Hum                                 |                                  |
| 2011 | Gidh                   |                                                    |                                  |
| 2012 | Tamanna                | Koi Dil Mein                                       |                                  |
| 2012 | Ishq Khuda             |                                                    |                                  |

### Bandas sonoras de Bollywood
| Year | Film                        | Song                                                  | Notes |
| ---- | --------------------------- | ----------------------------------------------------- | --- |
| 2003 | Paap                        | Laal (Alaap) Mann Ki Lagan                            | |
| 2004 | Ishq Qayamt                 | Maine Use Dekha Hai Kisi Roz Milo Hamein Shaam Dhaley | Kisi Roz es de la película de Lollywood Mard Jeenay Nahi detay |
| 2005 | Kalyug                      | Jiya Dhadak Dhadak                                    | |
| 2006 | Omkara                      | Naina                                                 | |
| 2007 | Jhoom Barabar Jhoom         | Bol Na Halke Halke                                    | |
| 2007 | Om Shanti Om                | Jag Soona Soona Lage                                  | |
| 2007 | Namaste London              | Main Jahaan Rahoon                                    | |
| 2007 | Aaja Nachle                 | O Re Piya                                             | |
| 2008 | Singh Is King               | Teri Ore                                              | |
| 2008 | Haal-E-Dil                  | Haal-E-Dil                                            | |
| 2008 | Woodstock Villa             | Koi Chala Ja Raha Hai                                 | |
| 2008 | Dil Kabaddi                 | Zindagi Ye                                            | Special appearance |
| 2009 | Aasma: The Sky Is the Limit | Man Bawra                                             | |
| 2009 | Main Aurr Mrs Khanna        | Rabba                                                 | |
| 2009 | Billu Barber                | Jahoon Kahan                                          | |
| 2009 | Love Aaj Kal                | Ajj Din Chadheya                                      | Ganador, Star Screen Award for Best Male Playback (2010) |
| 2009 | Dekh Bhai Dekh              | Aankhon Mein Kyon Sapne Bhaye Hain                    | |
| 2009 | Jag Jeondeyan De Mele       | Jag Jeondeyan De Mele                                 | |
| 2009 | London Dreams               | Khwab Jo                                              | |
| 2009 | De Dana Dan                 | Rishte Nate                                           | |
| 2010 | Veer                        | Surili Akhiyon Wale & Surili Akhiyon Wale (dúo)       | |
| 2010 | My Name Is Khan             | Sajda                                                 | Ganador, Mirchi Music Awards, Mejor canción sufí (2011) |
| 2010 | Ishqiya                     | Dil To Bachcha Hai Ji                                 | Ganador, Star Screen Award for Best Male Playback (2011) Ganador, Filmfare Award for Best Male Playback Singer (2011) |
| 2010 | Toh Baat Pakki              | Phir Se                                               | |
| 2010 | Lahore                      | Ore Bande                                             | |
| 2010 | Badmaash Company            | Fakeera                                               | |
| 2010 | Virsa                       | Mein Tenu Samjhawan                                   | |
| 2010 | I Hate Luv Storys           | Bahara Bahara (Chill Version)                         | |
| 2010 | Milenge Milenge             | Ishq Ki Gali                                          | |
| 2010 | Once Upon a Time in Mumbaai | Tum Jo Aaye (reprise)                                 | |
| 2010 | We Are Family               | Ankhon Mein Neendein                                  | |
| 2010 | Dabangg                     | Tere Mast Mast Do Nain                                | Ganador, BIG Star Entertainment Awards Best Singer (2010) Ganador, Mirchi Music Awards Best Male Vocalist (2011) Ganador, 2011 IIFA Awards Best Male Vocalist (2011) Ganador, Apsara Award for Best Playback Singer (2011) |
| 2010 | Anjaana Anjaani             | Aas Pass Khuda                                        | |
| 2010 | Aakrosh                     | Man Ke Matt                                           | |
| 2010 | Knock Out                   | Khushnuma Sa Ye Roshan Ho                             | |
| 2011 | Yamla Pagla Deewana         | Chadha De Rang                                        | |
| 2011 | Satrangee Parachute         | Teri Lori Yaad hai                                    | |
| 2011 | Good-Bye Chimpanzee         | Saari Duniya Rabba Nu                                 | |
| 2011 | Ready                       | Meri Ada Bhi                                          | |
| 2011 | Khap                        | Aaina Dekha                                           | |
| 2011 | Bodyguard                   | Teri Meri Teri Meri (Reprise)                         | |
| 2011 | Mere Brother Ki Dulhan      | Isq Risk                                              | |
| 2011 | Mausam                      | Rabba Main Toh Mar Gaya Oye                           | |
| 2011 | Aazaan                      | Affreen (reprise)                                     | |
| 2011 | Miley naa Miley hum         | Nazar Se Nazar Na mile                                | |
| 2011 | I Am Singh                  | Kya jeena, Doorie hai                                 | |

### Colaboraciones
| Año  | Artist                  | Canción                                | Álbum                |
| ---- | ----------------------- | -------------------------------------- | -------------------- |
| 2002 | The Derek Trucks Band   | "Maki Madni"                           | Joyful Noise         |
| 2008 | Ali Azmat               | "Garaj Baras"                          | Coke Studio Season 1 |
| 2010 | Aamir Zaki y Gumby      | "Garaj Baras (Spiritual and Material)" |                      |
| 2009 | Sukshinder Shinda       | "Ghum Suhm Ghum Suhm"                  | Collaborations 2     |
| 2010 | Shafqat Amanat Ali Khan | "Imtehan Hai Imtehan"                  |                      |
| 2011 | DJ Vix                  | "Ghida Boliye" (con Roshan Prince)     | Ultimate             |
| 2011 | Michael Brook           | Álbum completo                         | Kinna Sohna          |
| 2011 | Tarli Digital           | Álbum completo                         | RFAK Sessions        |
| 2011 | Panjabi Hit Squad       | "Dil Mera"                             | World Famous         |